# Nieuport IV
Die Nieuport IV war einer der ersten großen kommerziellen Erfolge der französischen Flugzeugfirma Societé Anonyme des Établissements Nieuport. Im Ersten Weltkrieg wurde sie von mehreren Luftstreitkräften vor allem als Aufklärungsflugzeug eingesetzt.

## Entwicklung
Die Nieuport IV war die vierte Flugzeugkonstruktion des französischen Luftfahrtpioniers und Unternehmers Édouard de Nieuport. Wie bei den Vorgängermodellen handelte es sich um einen Eindecker mit Verwindungssteuerung, der sowohl für den zivilen als auch für den militärischen Einsatz in drei Varianten gebaut wurde. Das Flugzeug war zunächst als Einsitzer entworfen worden, zusätzlich konnte ein Sitz für einen Beobachter eingebaut werden, der dann Rücken an Rücken mit dem Piloten saß. Beide Sitze wurden ungeachtet möglicher Unfallgefahren direkt auf dem runden Treibstofftank platziert. Es gab erste Experimente mit einer MG-Bewaffnung, wobei die Waffe auf einem pultartigen Gestell angebracht nach vorn über den Propeller schoss, 1913 wurde auch eine gepanzerte Version erprobt.
Die meistgefertigten Varianten waren
- Nieuport IV.G mit Gnôme-Umlaufmotoren zwischen 50 und 100 PS
- Nieuport IV.H oder “Hydro” auf Schwimmern
- Nieuport IV.M “Militaire” mit Gnôme-Motoren zwischen 70 und 100 PS, zerlegbar für den Transport per LKW

Nach dem Tod von Edouard de Nieuport im September 1911 konzentrierte sich sein Bruder Charles vor allem auf die Verbesserung der Nieuport IV. Dabei sicherten auch die Erlöse der Lizenzfertigungen aus Italien und Russland die Existenz seiner Firma. Nach dem Tod von Charles, der 1913 ebenfalls bei einem Flugzeugabsturz ums Leben kam, übernahm Henry Deutsch de la Meurthe die Firma mit allen Patenten. 
Er verpflichtete Gustave Delage, der im Januar 1914 als leitender Konstrukteur in die Firma Nieuport eintrat und den Bau von Eindeckern zugunsten der neuartigen Eineinhalbdecker aufgab.

## Einsatz
Die Nieuport IV wurde der Aéronautique Militaire beim “Concours Militaire”, den im November 1911 in Reims abgehaltenen Testflügen für Militärflugzeuge erstmals vorgestellt und gewann neben Deperdussin und Breguet den mit 100.000 Francs dotierten Wettbewerb. Das französische Militär orderte daraufhin neben dem Siegerflugzeug zehn weitere Maschinen, die von der Escadrille N.12 eingesetzt wurden. Im gleichen Jahr stellte der Flieger Gobé mit 740 km einen neuen Distanzrekord auf. Offiziere der französischen Marine flogen 1913 erstmals von St. Raphael nach Ajaccio auf Korsika und zurück, eine damals Aufsehen erregende Leistung. Dort startete auch Flugpionier Georges Legagneux zu einem Höhenflugrekord von 6.120 m. Ende 1913 überführte der Pilot Marc Bonnier eine Nieuport IV mit einem Passagier an Bord bei einem siebenwöchigen Langstreckenflug von Villacoublay nach Kairo.

### Einsatzländer
RusslandDie Firma Dux baute in Moskau auf Lizenz rund 300 Exemplare für die zaristischen Luftstreitkräfte. Dort wurden die Maschinen humorvoll als „Nieuport mit Löffel“ bezeichnet, da die Lizenzbauten einen Gleitski am Fahrgestell erhielten, der als Landehilfe diente. Besonders bekannt wurde der russische Pilot Pjotr Nikolajewitsch Nesterow, der 1913 mit einer Nieuport IV erstmals einen Looping durchführte, dafür allerdings aufgrund seiner Waghalsigkeit und wegen Gefährdung von Wehrmaterial dienstlich gemaßregelt wurde. Die russischen Luftstreitkräfte setzten die Flugzeuge bis 1916 an der Front ein, teilweise wurden sie noch bis in die zwanziger Jahre als Trainingsflugzeuge verwendet.
ItalienAuch die italienischen Luftstreitkräfte führten 1911 einen Flugwettbewerb durch und bestellten daraufhin mehrere Nieuport IV.G, drei kamen kurz darauf erstmals in Nordafrika im Italienisch-Türkischen Krieg im Gefecht zum Einsatz. Als Capitano Moizo vom Battaglione Specialisti am 23. Oktober 1911 zu einem Aufklärungsflug über Libyen startete, war das der erste Kriegseinsatz eines Flugzeuges überhaupt. Zwei Tage später musste Moizo allerdings nach einem Treffer im Motor notlanden und geriet in türkische Gefangenschaft, aus der er im November entlassen wurde. Die italienische Armee führte mit dem Flugzeug ebenfalls Versuche zur Bewaffnung mit MG durch und ließ die Nachfolgeversion Nieuport VI von Fratelli Macchi in Varese in Lizenz nachbauen.
GriechenlandDie griechische Armee setzte im Balkankrieg 1912 eine Nieuport IV ein. Dabei handelte es sich um die die Privatmaschine „Alkyon“ des ersten griechischen Fliegers Emmanuel Argyropoulos.
Schweden1912 bestellte die schwedische Armee ein Flugzeug mit einem Gnôme-Motor über 50 PS, das jedoch später auf einen 70-PS-Motor umgerüstet wurde und die Bezeichnung „M 1“ (Monoplane No. 1) erhielt. 1913 ließen die schwedischen Militärbehörden eine Kopie dieses Flugzeugs (M 2) mit 80-PS-Motor anfertigen. Die schwedische Marine beschaffte eine IV.H. Im Winter 1914 unternahm die schwedische Armee mit der „M 1“ Versuche mit Skifahrgestell auf dem gefrorenen Storsjön-See in Jämtland. Das Flugzeug ist heute im Luftwaffenmuseum in Malmslätt ausgestellt.
GroßbritannienDie britische Marine kaufte zwölf Nieuport IV und rüstete sie mit Schwimmern als Wasserflugzeug aus; 1913 verkauften die Luftfahrtpioniere Claude Grahame-White und Charles Rumney Samson ihre privaten IV.G an das Air Bataillon Royal Engineers, den Vorläufer des Royal Flying Corps, das bereits fünf Flugzeuge erworben hatte. Die Flieger Loraine und Wilson kamen als erste britische Militärpiloten auf dem Flugzeug mit der Nummer 253 bei einem Flugunfall ums Leben.
JapanDie japanische Fliegertruppe beschaffte zwei Nieuport IV, eine IV.G und eine IV.M und setzte sie 1914/1915 zu Bomben- und Aufklärungsflügen bei der Belagerung von Tsingtau ein.
Königreich SiamKaufte vier Nieuports als Schulflugzeuge ein.
SpanienVerwendete acht Schulflugzeuge, die bis 1917 im Einsatz blieben.
ArgentinienBeschaffte ein Flugzeug für die Ausbildung von Militärpiloten.
RumänienDas königlich-rumänische Fliegerkorps verfügte bei seiner Gründung 1913 ebenfalls über Nieuport IV und setzte sie im Balkankrieg 1913 ein.
USAIn den USA flog mindestens eine Nieuport IV.

### Einsatz im Ersten Weltkrieg
Bei Kriegsbeginn wurde die Nieuport IV vor allem durch die französische und die russische Fliegertruppe eingesetzt, war allerdings zu diesem Zeitpunkt bereits veraltet. Insbesondere die Hochdecker des Nieuport-Konkurrenten Morane-Saulnier boten im Aufklärungseinsatz und der Geländeerkundung uneingeschränkte Sicht für die Besatzung.
Bedeutsam war auch der Einsatz einer Nieuport IV der ägyptischen Hafenbehörden, die 1914/1915 vom Suezkanal aus Aufklärungseinsätze gegen die über den Sinai anrückende Osmanische Armee führte.

### Die Nieuport IV im Leistungsvergleich (ca. Herbst 1914)
| Name                      | Land                   | Motorleistung | max. Geschwindigkeit | Startmasse | MG  | Gipfelhöhe |
| ------------------------- | ---------------------- | ------------- | -------------------- | ---------- | --- | ---------- |
| Nieuport IV               | Frankreich             | 50 PS         | 90 km/h              | 600 kg     | 0–1 | 2000 m     |
| Morane-Saulnier L         | Frankreich             | 80 PS         | 123 km/h             | 480 kg     | 0–1 | 4700 m     |
| Blériot XI-2              | Frankreich             | 70 PS         | 106 km/h             | 585 kg     | 0   | … m        |
| Esnault-Pelterie R.E.P. N | Frankreich             | 80 PS         | 116 km/h             | … kg       | 0   | … m        |
| Sopwith Tabloid           | Vereinigtes Königreich | 100 PS        | 148 km/h             | 481 kg     | 0–1 | 2000 m     |
| Pfalz A.I                 | Deutsches Reich        | 80 PS         | 135 km/h             | 615 kg     | 0   | … m        |
| Etrich Taube              | Österreich-Ungarn      | 100 PS        | 100 km/h             | 850 kg     | 0   | 2000 m     |

## Technische Daten

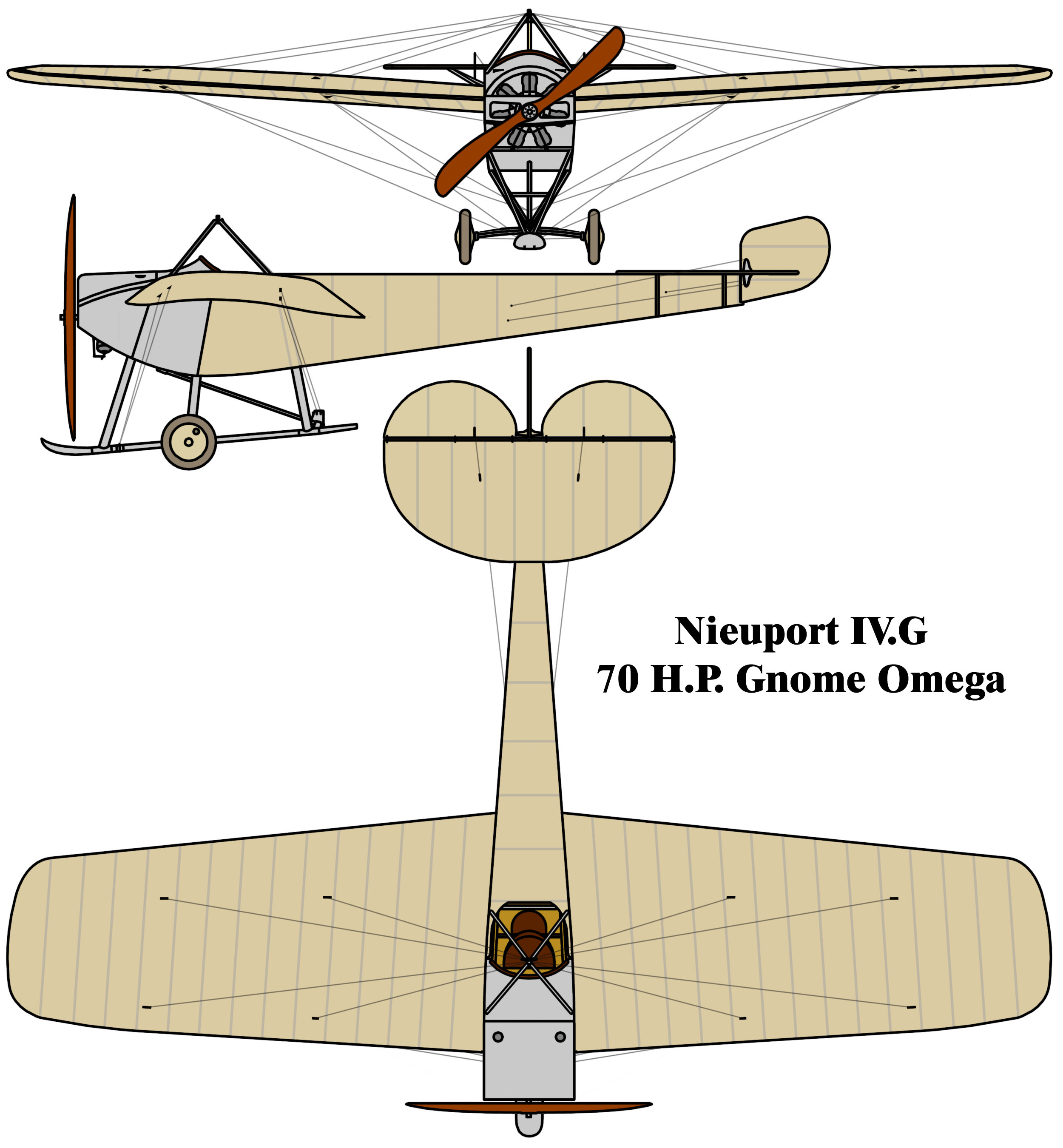
Dreiseitenriss der Nieuport IV.G

| Kenngröße             | Daten                                                            |
| --------------------- | ---------------------------------------------------------------- |
| Besatzung             | 1–2                                                              |
| Länge                 | 7,50 m                                                           |
| Spannweite            | 11,50 m                                                          |
| Höhe                  | 2,45 m                                                           |
| Flügelfläche          | 23,50 m²                                                         |
| Flügelstreckung       | 5,6                                                              |
| Leermasse             | 325 kg                                                           |
| Startmasse            | 600 kg                                                           |
| Flächenbelastung      | 25,60 kp/m²                                                      |
| Triebwerk             | ein luftgekühlter Umlaufmotor Gnome, Startleistung 50 PS (37 kW) |
| Leistungsbelastung    | 12,00 kg/PS                                                      |
| Höchstgeschwindigkeit | 90 km/h in Bodennähe                                             |
| Steigzeit auf 1000 m  | 10 min                                                           |
| Flugdauer             | 6 h                                                              |
| Bewaffnung            | Handwaffen                                                       |

## Bilder

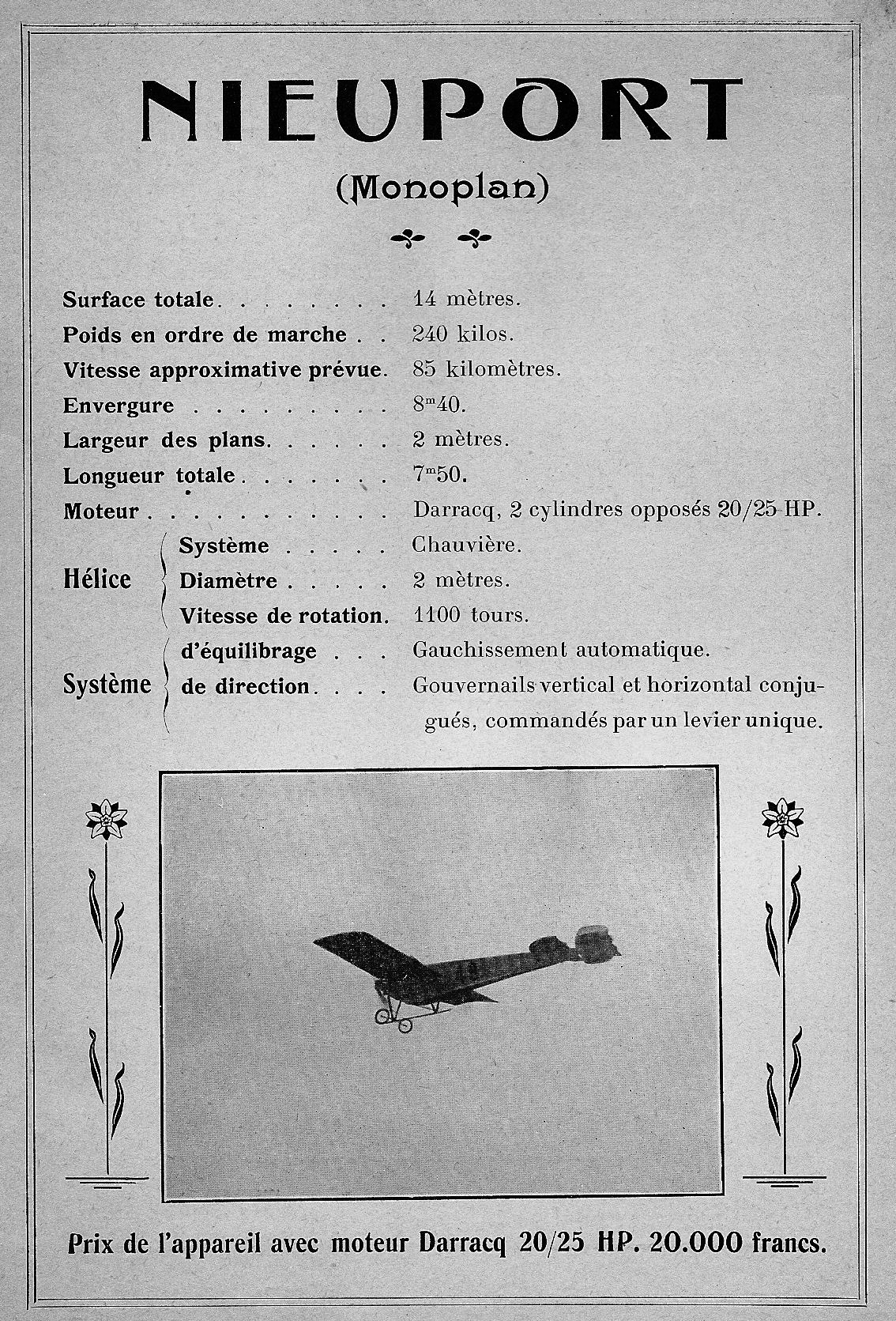
Verkaufsprospekt 1911
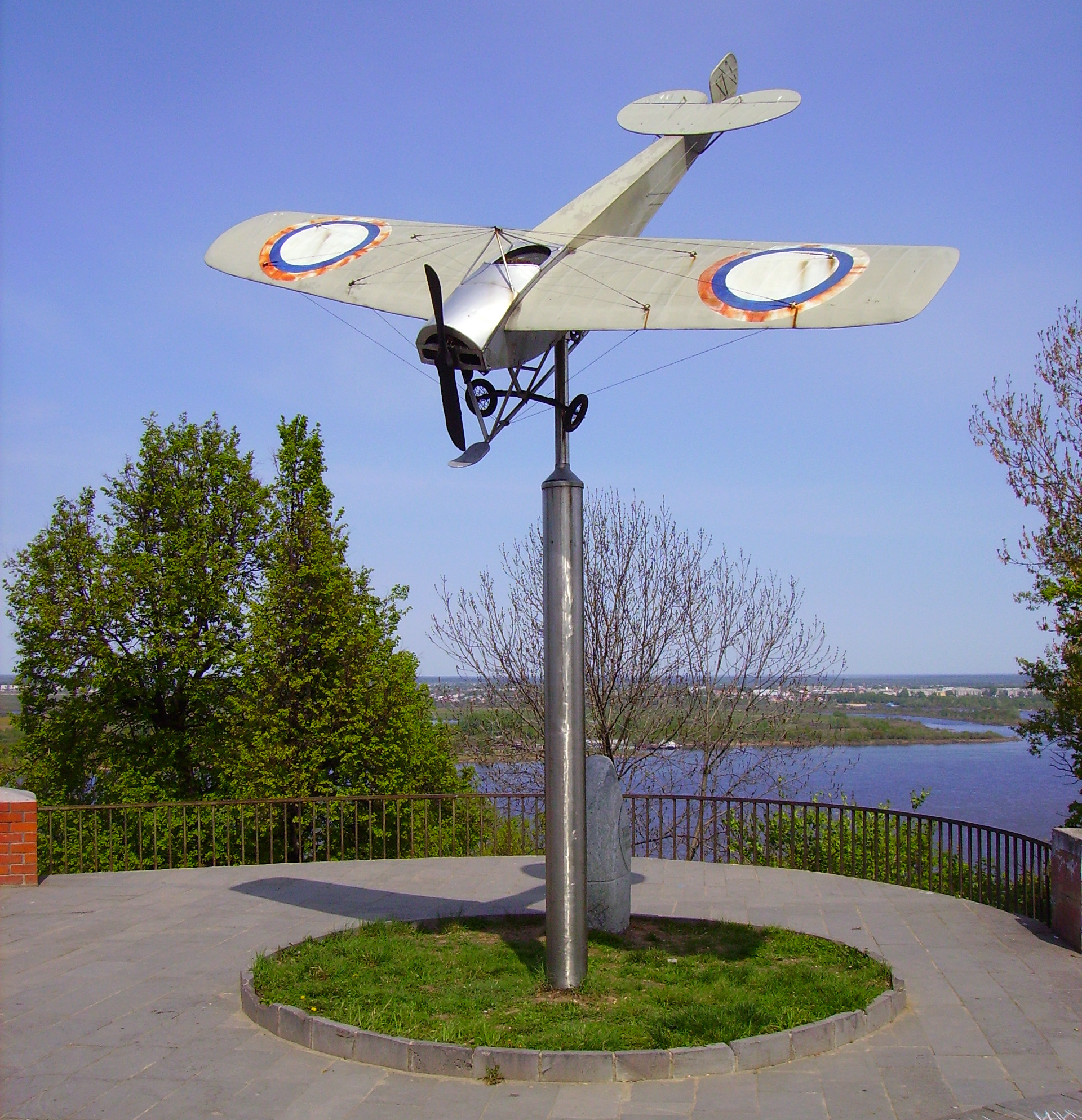
Denkmal für den ersten Looping der Fluggeschichte
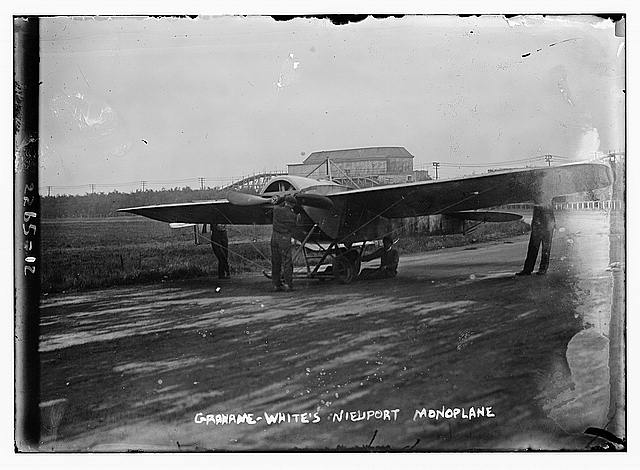
Nieuport IV.G von Claude Grahame White, 1912/1913
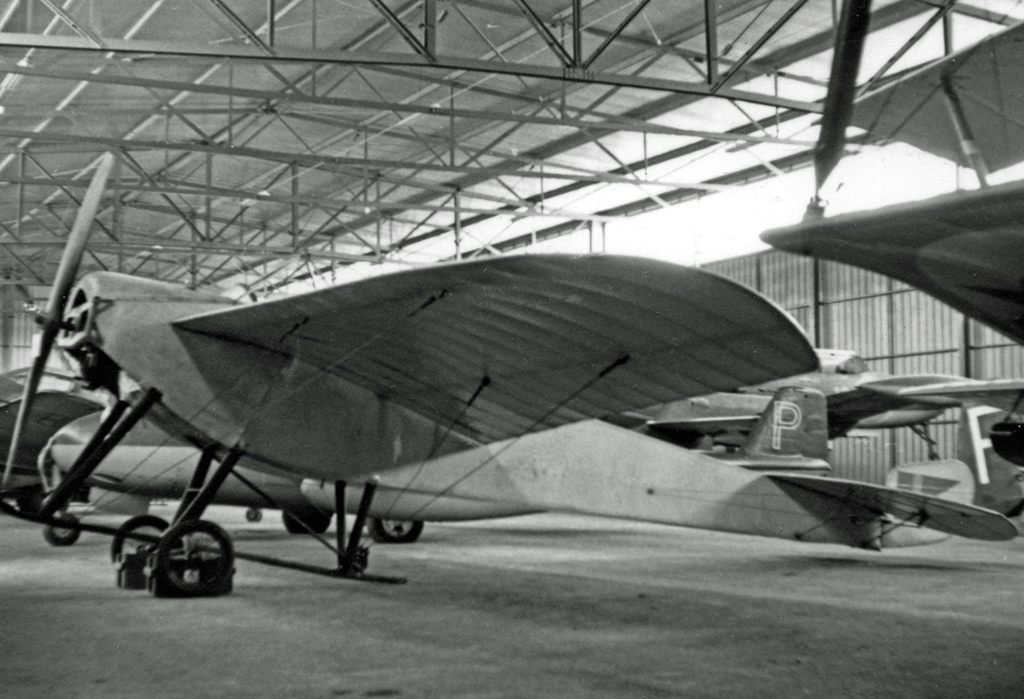
Schwedische M.1 im Museum in Malmslätt
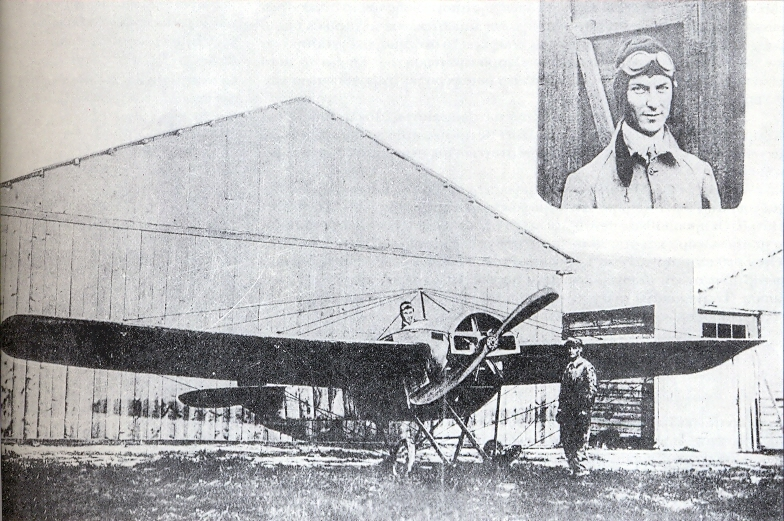
Der erste Flieger Griechenlands Emmanuel Argyropoulos mit seiner Nieuport IV.G
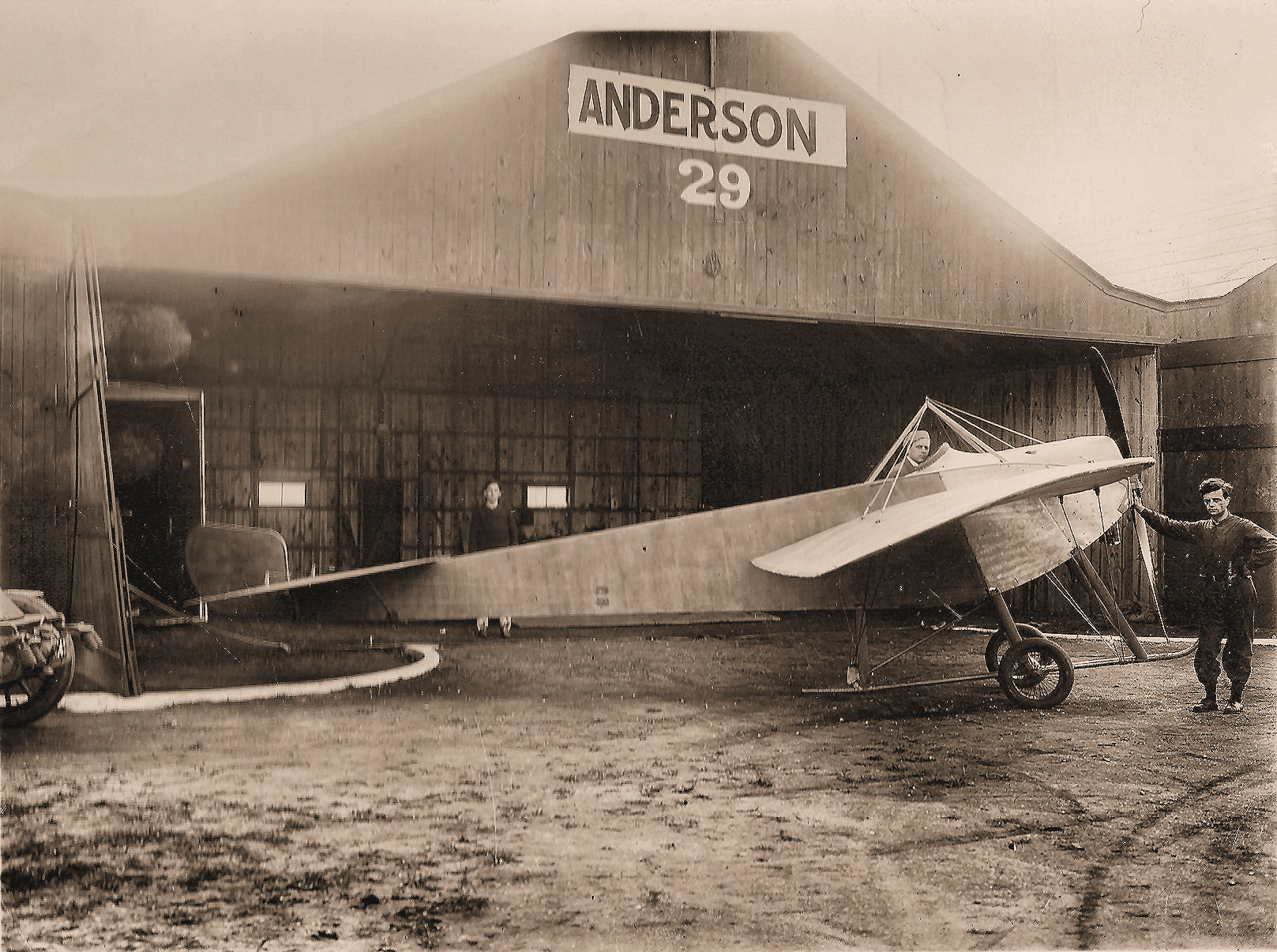
US-Flugpionier Earnest Anderson mit seiner Nieuport IV im Jahr 1911